# Catàleg d'Estrelles Roges Febles de l'Observatori Dearborn
El Catàleg d'Estrelles Febles de l'Observatori Dearborn (títol original en anglès, Dearborn catalog of faint red stars) és el resultat del treball d'investigació de les estrelles roges febles fet per l'Observatori Dearborn des de voltant 1932 fins a 1947. Els autors dels treballs O. J. Lee, R. J. Baldwin, i D. W. Hamlin van publicar l'any 1943 la part 1A, patrocinada per l'Observatori Mary Ann Haven Dearborn. L'any 1944 es va publicar la part 1B amb la signatura de l'esmentat O. J. Lee i T. J. Barlett. Finalment el 1947 Lee, G. D. Gore i T. J. Baldwin van presentar la part 1C. Aquest estudi abasta un rang de declinació de -4,5 ° fins a + 90 °, la qual cosa representa el 54% del Cel. El catàleg compta amb 1800 plaques i espectrogrames amb exposicions simples o múltiples que van d'un segon a quatre hores. Les magnituds del catàleg es van obtenir a partir de plaques més sensibles entre 0,55 i 0,64 μm de longitud d'ona. El tipus espectral es va obtenir a partir de plaques amb un objectiu prismàtic amb emulsió sensible al color vermell, i es van classificar segons la visibilitat en les bandes TiO.